# 姫恋エデン
姫恋エデン（ひめこいえでん）は、日本の女性アイドルユニット。GLADLINE LLC所属。
ファンクラブは【エデンの園】と言い、ファンを「エデンの騎士（ナイト）」と呼ぶ。キャッチフレーズは、『キラキラふわふわ5人組アイドルユニット
　姫に恋するエデンの園で、
禁断の果実を食べたら最後！
あなたへ届け！キラキラふわふわ恋の果実！』

## 沿革

### 結成
瀧ひかり、浜辺こはる、日向ねね、平成琴姫から桜羽るか、如月ゆずの5人により結成。
プロデューサーは石川琉大郎。

### 結成後
- 2019年2月3日、渋谷ルイードK2にて、デビューライブ。
- 2019年3月16日、病気療養のため、如月ゆずの脱退が発表される。
- 2019年6月15日、所属事務所GLADLINE LLCより 同社の廃業に伴い事実上の活動停止。移籍先での活動が決まり発表するとの告知がされる。

## メンバー

### 現メンバー
| 名前                         | 誕生日  | 愛称       | イメージカラー | 備考 |
| ---------------------------- | ------- | ---------- | -------------- | ---- |
| 瀧ひかり （たき ひかり）     | 4月2日  | たっきぃ   | 青             |      |
| 浜辺こはる （はまべ こはる） | 3月10日 | こはりゅん | 白             |      |
| 日向ねね （ひなた ねね）     | 3月19日 | ねねころり | 黄             |      |
| 桜羽るか （さくらば るか）   | 8月31日 | るかぴょん | 紅             |      |

### 元メンバー
| 名前                       | 誕生日 | 愛称     | イメージカラー | 備考                                                                      |
| -------------------------- | ------ | -------- | -------------- | ------------------------------------------------------------------------- |
| 如月ゆず （きさらぎ ゆず） | 1月1日 | ゆったん | 桜             | 2019年3月16日、病気療養のため姫恋エデン、平成琴姫からの脱退が発表される。 |

## ライブ履歴
ライブ活動は、外部イベントの対バンライブなどに出演。ライブを舞踏会と呼ぶ。
東京都内のライブハウスがメインであるが、名古屋への遠征も多い。

### 主なライブ
- 2019年2月3日、渋谷ルイードK2にて、デビューライブ。
- 2019年2月11日、渋谷ＤＥＳＥＯにて、本衣装披露。
- 2019年2月23日～24日、名古屋遠征。23日DAYTRIVEにて新曲披露。
- 2019年3月1日、パシフィコ横浜国際交流ゾーン円形広場、初野外ライブ。
- 2019年3月3日、渋谷GLAD第5回 「Tokyo Candoll」Japan Expo公式コラボ大会バトルライブ。初戦敗退。
- 2019年4月13日～14日、名古屋遠征。
- 2019年4月17日、横浜O-SITE、どきどき大綱アイドル絵巻予選。5月5日幕張メッセ決勝へ進出。
- 2019年5月25日～26日、台湾に初海外遠征（瀧ひかりは学業のため不参加）。

### 定期公演
| 日付          | イベント名      | 会場               | 他の出演者 |
| ------------- | --------------- | ------------------ | ---------- |
| 2019年4月23日 | エデンの園Vol.1 | 秋葉原 CCOSMIC LAB | 星野亜里沙 |

### その他の主催イベント・生誕祭開催履歴
| 日付          | イベント名      | 会場               | 備考                                       |
| ------------- | --------------- | ------------------ | ------------------------------------------ |
| 2019年4月23日 | エデンの園Vol.1 | 秋葉原 CCOSMIC LAB | 日向ねね、浜辺こはる、瀧ひかり、合同生誕祭 |

### その他の活動
- 2019年6月1日～7日、下北沢トリウッドにて上演【映画】現代怪奇百物語に出演。『ミラープリンセス』が主題歌に。

## 楽曲
- 2019年2月3日発表『初恋チューリップ』、作曲：樫原伸彦/作詞：桜羽るか/編曲：SHOCHANG/振付：松岡篤志、
- 2019年2月3日発表『12時過ぎのシンデレラ』、作曲：樫原伸彦/作詞：桜羽るか/編曲：SHOCHANG/振付：松岡篤志、
- 2019年2月23日発表『ほわいとマジック』、作曲：樫原伸彦/作詞：桜羽るか/編曲：SHOCHANG/振付：松岡篤志、
- 2019年4月23日発表『ミラープリンセス』、作曲：樫原伸彦/作詞：桜羽るか/編曲：SHOCHANG/振付：松岡篤志、

## ファンクラブ
ファンクラブを「エデンの園」、会員を「エデンの騎士（ナイト）」といい、姫恋エデンOFFICIAL BLOGから入会できる。入会金・会費等がなく、一切無料。
入会すると、姫恋エデンメルマガ「知恵の書」が不定期配信され、会員だけの特典が受けられる。誕生日を登録すると、メンバーから手書きのバースデーカードとバースデーソングでお祝いされる。

### ブログ
- 姫恋エデン OFFICIAL BROG - ウェイバックマシン（2019年4月7日アーカイブ分）

### Twitter
- 瀧ひかり (@Taki_Hika) - X（旧Twitter）
- 浜辺こはる (@koharu_hmb) - X（旧Twitter）
- 日向ねね (@nene_himekoi) - X（旧Twitter）
- 桜羽るか (@sakuraba_ruka) - X（旧Twitter）
- 如月ゆず (@tan_yuzu) - X（旧Twitter）
- 姫恋エデン公式 (@himekoieden) - X（旧Twitter）